# Алекс (име)
Алекс је мушко име које води порекло од грчког имена Александар (грч. Αλέξανδρος) и има значење: ратник, заштитник људи.
Мађарска варијација имена је Шандор.

## Имендани
- 9. фебруар.
- 17. фебруар.

## Сродна имена
- Шандор
- Александар

## Познате личности
- Алекс Халеј (енгл. Alex Haley), амерички писац